# آرچی مک‌فرسون
آرچی مک‌فرسون (انگلیسی: Archie McPherson؛ ۱۰ فوریه ۱۹۰۹ – ۱۹۶۹ (۵۹−۶۰ سال)) بازیکن فوتبال اهل بریتانیا بود.
از باشگاه‌هایی که در آن بازی کرده‌است می‌توان به باشگاه فوتبال فالکیرک، باشگاه فوتبال لیورپول، باشگاه فوتبال رنجرز، و باشگاه فوتبال شفیلد یونایتد اشاره کرد.